# Chaffee (Kalifornia)
Chaffee, dawniej Chaffe – obszar niemunicypalny w Kern County, w Kalifornii (Stany Zjednoczone), na wysokości 869 m.